# 古鲁瓦约奥尔
古鲁瓦约奥尔（Guruvayoor），是印度喀拉拉邦Thrissur县的一个城镇。总人口21187（2001年）。

## 人口
该地2001年总人口21187人，其中男性9851人，女性11336人；0—6岁人口2144人，其中男1060人，女1084人；识字率85.36%，其中男性为86.23%，女性为84.61%。